# ウィリアム・P・ホビー空港
ウィリアム・P・ホビー空港（ウィリアム・P・ホビーくうこう、英: William P. Hobby Airport）は、アメリカ合衆国テキサス州ヒューストン市にある空港である。ヒューストン中心部から南東へ約15kmのところにある。

## 概要
ヒューストンでは最も古い空港であり、1969年にヒューストン・インターコンチネンタル空港が供用開始するまでは、ヒューストンの主要玄関口の役割を果たしていた。その後はヒューストンの第2空港として、国内線やビジネスジェットや自家用機などの発着に使用されている。1940年に建設された空港ターミナルは、「1940エアターミナル博物館」として使用されている。現在はサウスウエスト航空の主要拠点となっている。530haの敷地に4本の滑走路を有する。

## 歴史

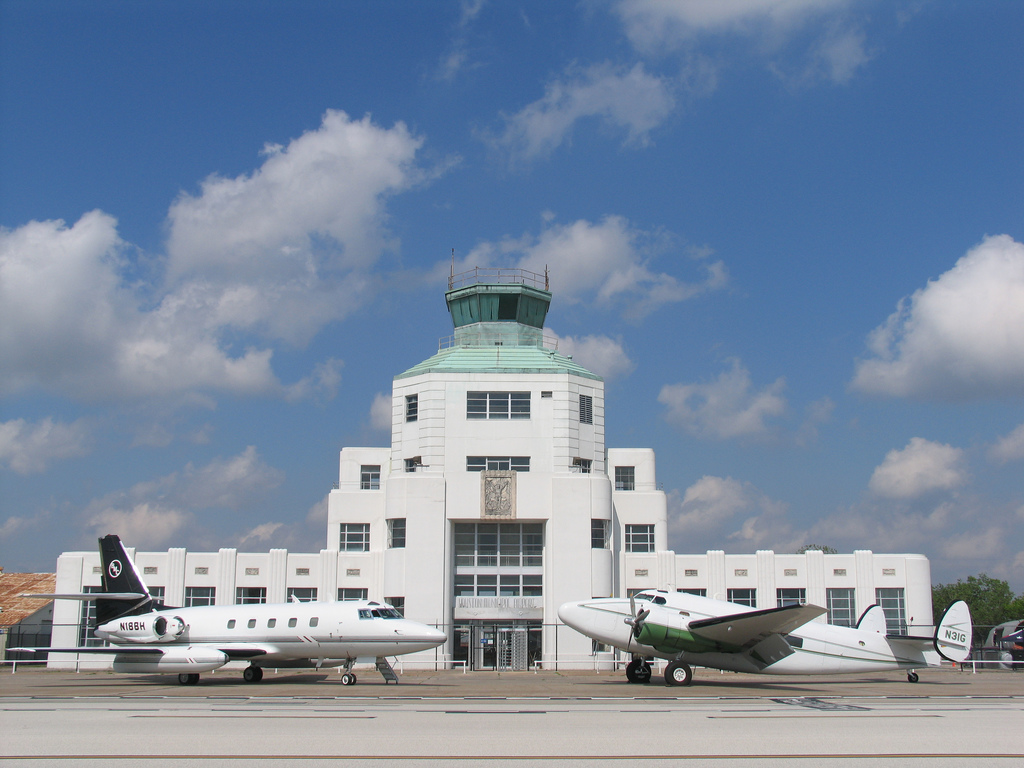
1940年に建設されたターミナルビルを使用した1940エアターミナル博物館

ホビー空港の歴史は、1927年に2.4平方キロメートルの牧草地に、W.T.カーターフィールドと呼ばれる個人用の離着陸場として開設されたことに端を発する。ブラニフ航空とイースタン航空がこの飛行場を使用した。その後、ヒューストン市が用地を取得し、1937年からヒューストン市営空港と命名された。その後、1938年にはハワード・ヒューズが責任者となって管制塔の設置などで設備を改良し、同年ハワード・R・ヒューズ空港と改称した。しかし、当時ハワードヒューズが存命中であり、かつ実在の人物を命名した空港に対しては連邦政府からの補助金交付がされないという規則があったため、空港名は再びヒューストン市営空港に戻されている。
1940年、ヒューストン市は新しいターミナルビルと格納庫を新設し、供用を開始した。
1950年、パンアメリカン航空（パンナム）がヒューストンとメキシコシティを結ぶ路線を開設した。1954年には、53640の発着便と910,047人の利用者に対応可能な新しいターミナルビルが開設され、同年にヒューストン国際空港と改称された。
1957年の公式ガイドによれば、平日の発着便の内訳は、イースタン航空が26便、ブラニフ航空が20便（そのほかに南アメリカ大陸への路線が週4便）、コンチネンタル航空・デルタ航空・トランステキサス航空（当時）が各社とも9便、ナショナル航空が4便、パンナムが2便、アメリカン航空が1便となっていた。各社ともニューヨークやワシントンには直行便を運航していたが、シカゴとデンバー、またはそれ以西の路線の開設はされていなかった。1957年には、KLMオランダ航空がモントリオール経由でアムステルダムから乗り入れた。これらの各社は、その後ヒューストン・インターコンチネンタル空港（当時）に移転し、就航を続けている。
1967年、当時のテキサス州知事のウィリアム・P・ホビーの名前を冠した名称に改称した。
ホビー空港の拡張は困難だったため、民間航空当局は、ホビー空港が今後の航空旅行市場に不適であるとして、何年も前から移転を勧告していた。これを受けて、1969年にヒューストン・インターコンチネンタル空港（当時）が開設され、すべての航空会社はインターコンチネンタル空港に移転した。
その後定期旅客便の発着はなかったが、1971年11月14日よりサウスウエスト航空がホビー空港発着で定期旅客便の運航を開始した。1社しか発着しない空港の利用者がどれだけあるかは未知数であったが、実際に運航すると利用客が急増した。この事象がサウスウエスト航空のその後の方針を決定付けるものになったと同時に、その後の格安航空会社の成功の法則の1つである「都市部に近い第二空港に発着する手法」を生み出すことになった点で、本空港の歴史上特筆される事象である。
2008年の空港利用者は880万人であった。発着便はアメリカ国内線と、出発地で米国入国審査を済ますことのできる国際便のみである。

## 運用

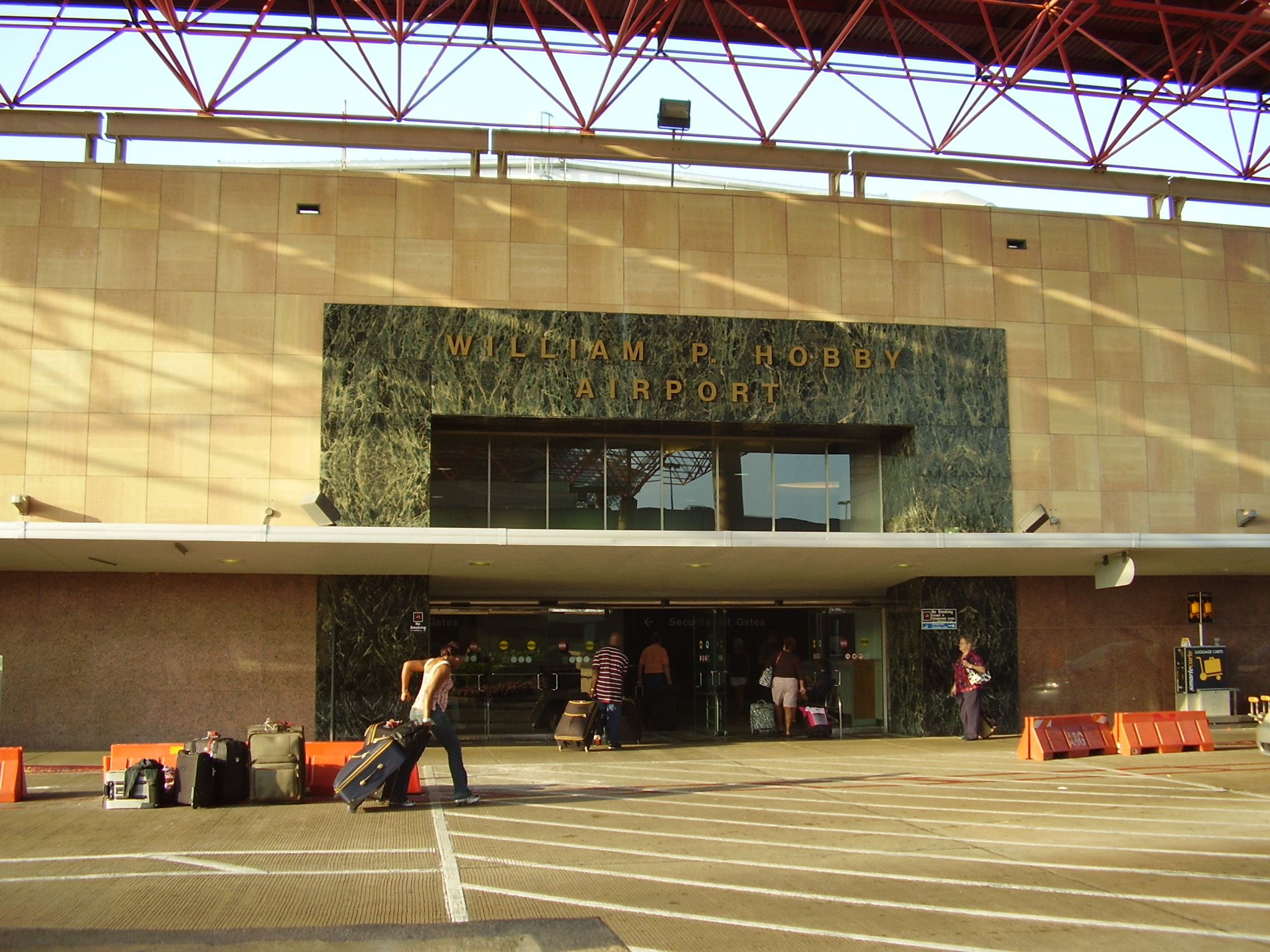
ホビー空港ターミナル

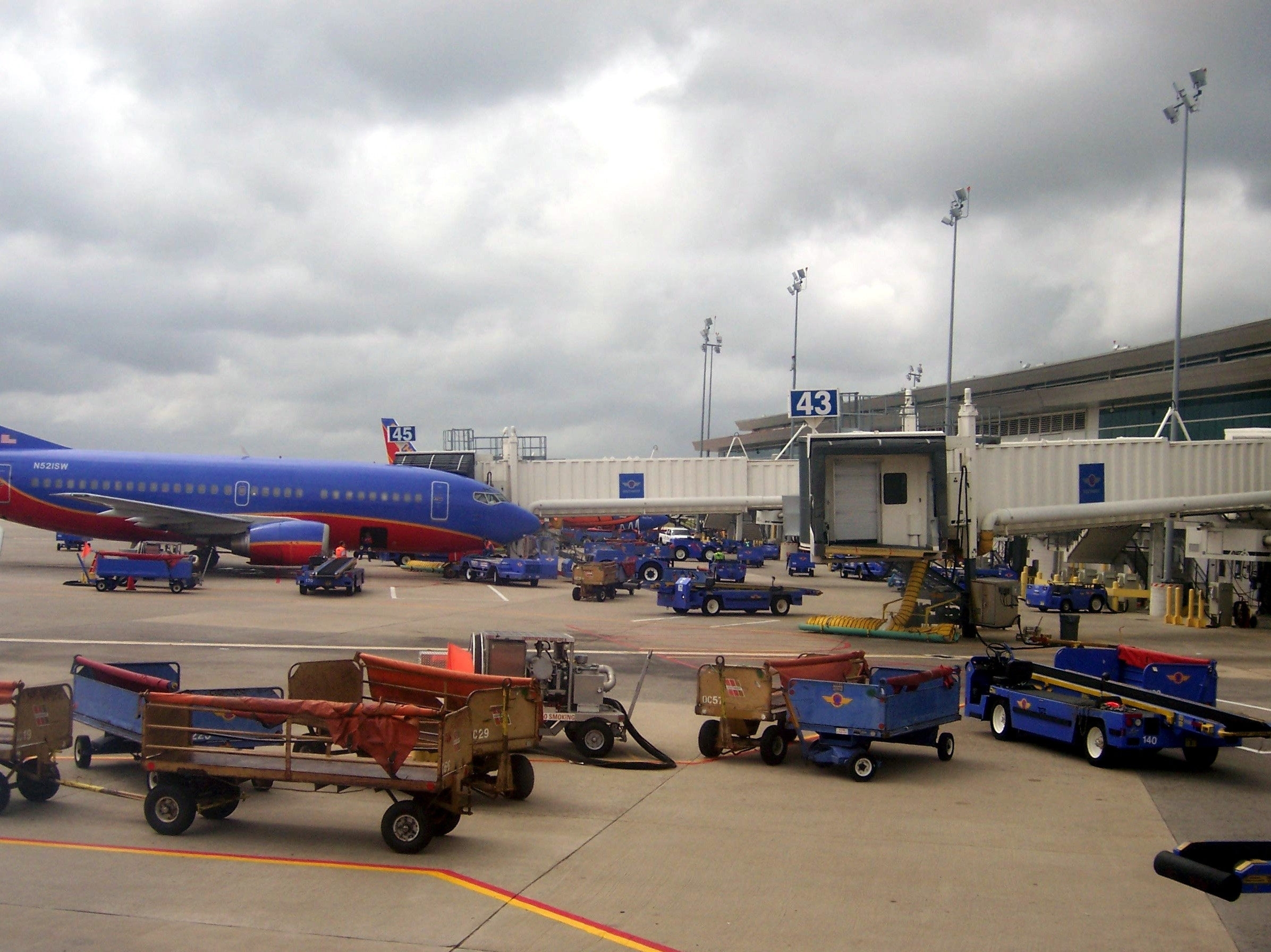
駐機中のサウスウエスト航空ボーイング737

サウスウエスト航空は、2005年時点で空港の発着便の80パーセント以上を占めていた。サウスウエスト航空は、ホビー空港を拠点として維持した上で、さらに新しい市場の開拓を進めた。
2006年と2007年にJDパワー主催の航空旅客満足度調査で、アメリカで顧客満足度1位の空港に選定された。2008年は2位だった。
ホビー空港は、サウスウエスト航空を筆頭に数社の格安航空会社とゼネラル・アビエーションの発着が行なわれている。
ヒューストンの航空路管制センターは空港の入出域管制も担当している。

## ターミナル

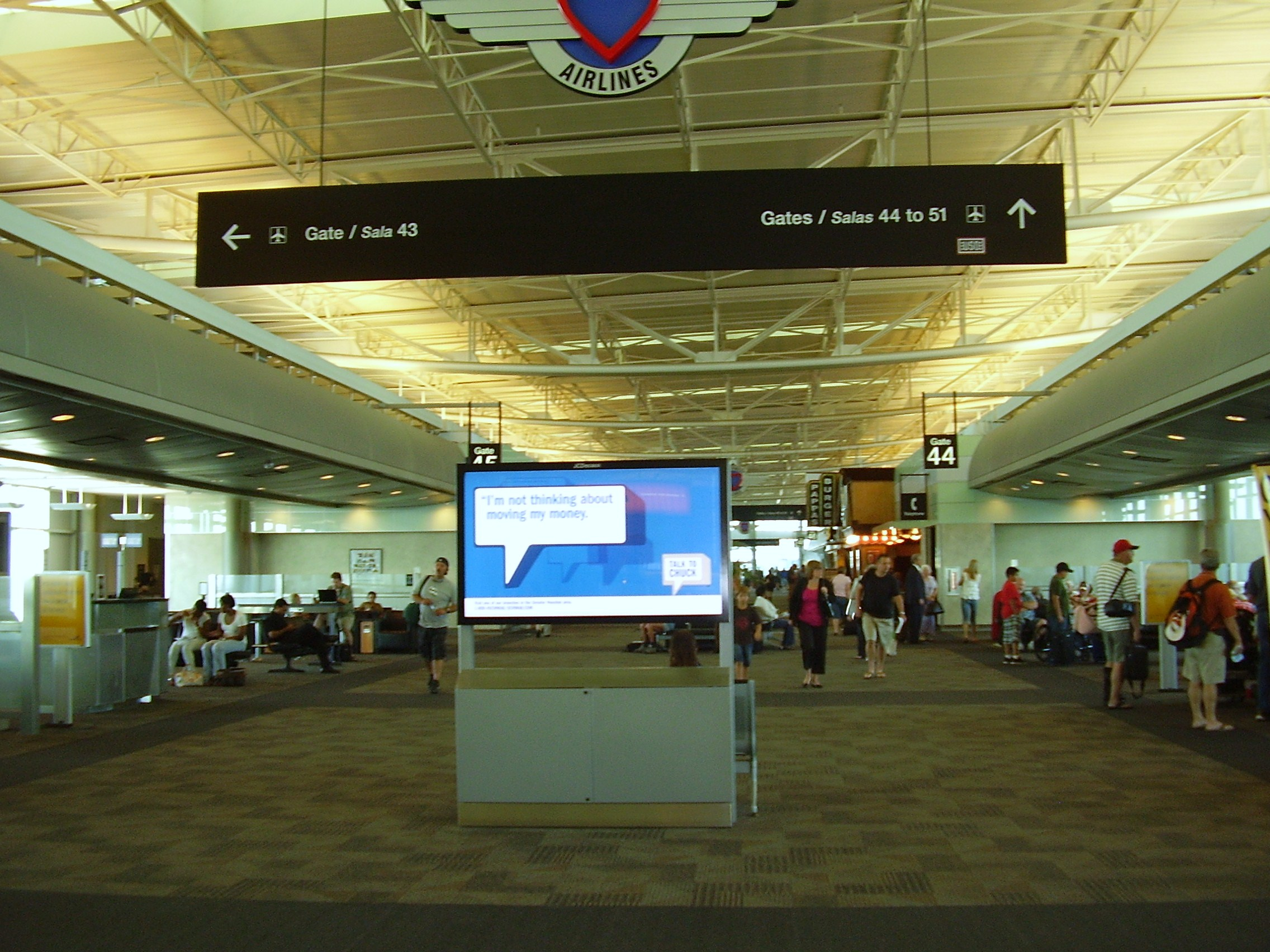
ターミナル内部

ホビー空港のターミナルは1棟で、国内線と国際線の2つのコンコースがある。搭乗口は合計で30箇所である。
ターミナル内には多宗教対応のチャペルが設けられている。

## 主な航空会社
| 航空会社             | 就航地 |
| -------------------- | --- |
| サウスウエスト航空   | アルバカーキ、アトランタ、オースティン、ボルチモア、バーミングハム、チャールストン(SC)、ベリーズシティ、シカゴ/ミッドウェー、コーパスクリスティ、カンクン、ダラス/ラブ、デンバー、エルパソ、フォートマイヤーズ、フォートローダーデール、グリーンビル/スパータンバーグ、ハーリンジェン、ジャクソン(MS)、ジャクソンビル、ラスベガス、リトルロック、ロサンゼルス、ミッドランド/オデッサ、ナッシュビル、ニューオーリンズ、ニューアーク、オークランド、オクラホマシティ、オーランド、パナマシティ(FL)、フィラデルフィア、フェニックス、サンアントニオ、サンディエゴ、サクラメント、セントルイス、タンパ、タルサ |
| アメリカン・イーグル | ダラス/フォートワース |
| デルタ航空           | アトランタ |
| JSX                  | ダラス/ラブ |

## アクセス交通機関

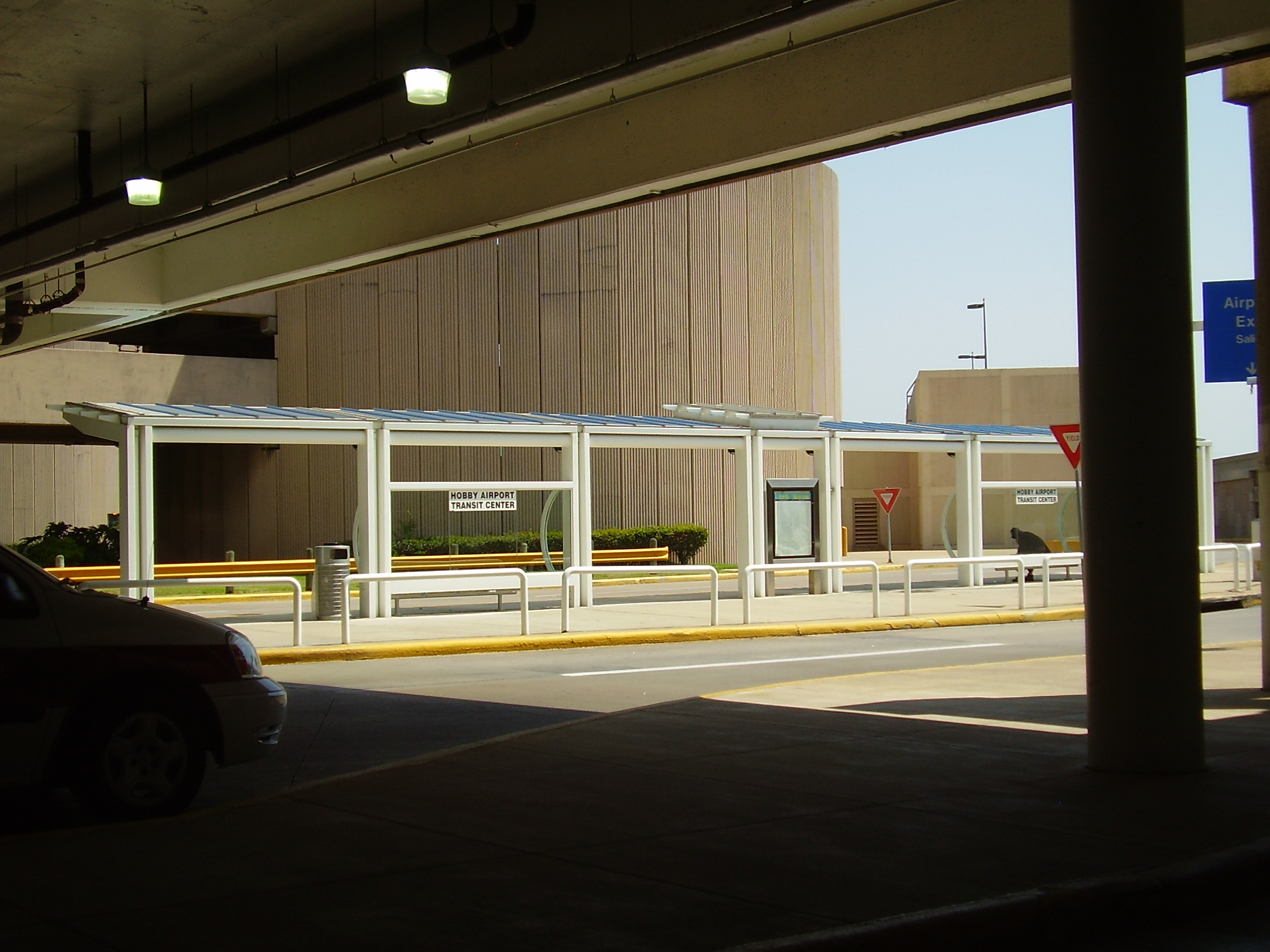
Hobby Airport Transit Center

路線バスMETRO - No.88, No.50, No.73 
送迎バスヒューストン地区のホテルとモーテルによって運用されており、手荷物受取場には無料の呼び出し用電話がある。
シャトルサービス相乗りシャトルサービスが利用可能。事前に予約することで、利用者の自宅や勤務先で乗車し、空港へ輸送する（逆もあり）。また、定期的に運行する空港連絡バスとシャトルサービスはさまざまな事業者が運行しており、ヒューストン中心部、ガルベストン、カレッジ駅からホビー空港を結んでいる。手荷物受取場でこれらのサービスを確認可能。
タクシーカーブゾーン3番から利用可能。

## アートワーク
芸術家のポール・キトルソンとカーター・エルンストは、枝状の工業製品を材料に、 "Take-off" と題した、ステンレス製の鳥の巣のような作品を作成した。直径が30フィートあり、20フィートの高さで鉄製の幹によって支えられており、亜熱帯植物の庭園の中に浮いた状態になっている。製作目的は、海沿いにあるヒューストンにおける産業の力の精神を表現するためである。ブロードウェイストリートの入口に設置されている。

## トラブル
発着便でのトラブルは以下の通り。
- 1959年9月29日、ヒューストンからダラスに向かっていたブラニフ航空542便が、バッファロー上空で空中分解し、乗客29人と乗員5人が死亡した。事故機のロッキード・エレクトラ（登録記号:N9705C）は就航してからわずか11日目であった。主翼構造の欠陥が原因（当該記述も参照）。
- 1968年5月3日、ブラニフ航空352便がヒューストンからダラスに向かう途中で、雷の直撃を受け空中分解した。